# Lilla Pigetjärnet
Lilla Pigetjärnet är en sjö i Dals-Eds kommun i Dalsland och ingår i Örekilsälvens huvudavrinningsområde. Lilla Pigetjärn ligger i Trestickla-Boksjön Natura 2000-område.